# Chromis abyssus
Chromis abyssus is een baarsachtige uit het geslacht Chromis die voorkomt nabij Palau. De soort werd voor het eerst geobserveerd in 1997, maar werd pas tien jaar later gevangen. De beschrijving volgde in 2008.
Het was het eerste dier dat werd opgenomen in ZooBank, een online gegevensbank van de International Commission on Zoological Nomenclature. De beschrijving verscheen daarenboven exact 250 jaar na de officiële startdatum van deze nomenclatuur.

## Naamgeving
De soortaanduiding abyssus is een gelatiniseerde vorm van het Oudgriekse "ἄβυσσος", "afgrond". Het eert de documentairefilm Pacific Abyss van de BBC: bij het maken van de film werden de typespecimina verzameld.

## Voorkomen en gedrag
De soort werd ontdekt in koraalriffen nabij het eiland Palau en lijkt zich het best thuis te voelen op dieptes van ruim 115 meter - wat vrij diep is voor een soort uit het geslacht Chromis. Hij leeft er dicht bij de grond in de buurt van rotsblokken. Hij verschuilt zich in kleine holten. Vermoedelijk heeft hij koel en zuurstofrijk water nodig.
De vis leeft alleen of in paren, maar jongen komen ook voor in kleine groepjes. De soort lijkt algemeen voor te komen en leeft er in de buurt van de verwante soorten C. brevirostris, C. degruyi en C. earina.

## Kenmerken
C. abyssus heeft een donkergrijze kleur. Elke schub heeft in het midden een donkerblauwe vlek. De gevonden exemplaren waren niet langer dan 10 centimeter. De soort vertoont een sterke verwantschap met C. circumaurea, zo werd afgeleid uit de morfologie en uit DNA-barcoding.

## Voeding
Doordat het dier op relatief grote diepte leeft, is er nog niet veel bekend over het gedrag en de ecologie van dit dier. Er wordt vermoed dat het dier van plankton leeft.